# Genista aristata
La ginestra dei Nebrodi (Genista aristata C.Presl, 1822) è una pianta appartenente alla famiglia delle Fabacee, endemica della Sicilia.

## Descrizione
È una pianta camefita suffruticosa alta 20–60 cm, con fusto glabro, eretto, spinoso. 

I fiori sono gialli con venature rossastre, riuniti in infiorescenze racemose. Fiorisce da maggio a giugno.

## Distribuzione e habitat
È un endemismo siciliano, presente oltreché sui Nebrodi anche sulle Madonie e sull'Etna, da 500 a 1250 m di altitudine.
Sui Nebrodi lo si trova sovente come specie del sottobosco in associazione con Quercus suber (Genisto aristatae-Quercetum suberis).